# Sulayman Marreh
Sulayman Marreh (ur. 15 stycznia 1996 w Abuko) – gambijski piłkarz występujący na pozycji defensywnego pomocnika w KAA Gent.

## Kariera klubowa
Marreh rozpoczynał swoją karierę w klubach afrykańskich, a do Europy trafił w marcu 2014 roku, gdy zasilił szeregi rezerw Granada CF. Debiut w seniorskich rozgrywkach w Europie zaliczył 15 marca 2014 w bezbramkowo zremisowanym spotkaniu Segunda Division B grupy IV przeciwko FC Cartagena. Pierwszego gola zdobył miesiąc później w wygranym 6-1 spotkaniu przeciwko Écija Balompié. W sezonie 2014/2015 zdołał zadebiutować w pierwszej drużynie Granady, występującej wówczas w rozgrywkach Primera División. Stało się to 17 października 2014 w przegranym 0-1 starciu z Rayo Vallecano. 
W lipcu 2017 roku, Marreh został piłkarzem Watford F.C., którego z Granadą łączyła osoba tego samego właściciela - Gino Pozzo. Niemal od razu po sfinalizowaniu transakcji został wypożyczony do Realu Valladolid, występującego wówczas w Segunda Division. Po zaledwie pół roku wypożyczenie zostało anulowane, a Marreh trafił do innego klubu z tej ligi Almerii. 
Latem 2018 roku Marreh po raz pierwszy zdecydował się grać poza Hiszpanią i trafił na wypożyczenie do KAS Eupen. W marcu 2019 roku klub poinformował, że skorzystał z opcji w umowie i pozyskał zawodnika na stałe, podpisując z nim kontrakt do czerwca 2021 roku. W styczniu 2020 roku Marreh trafił do KAA Gent, z którym podpisał 3-letni kontrakt.

## Kariera reprezentacyjna
Marreh w kadrze zadebiutował 9 lutego 2011 roku w towarzyskim starciu przeciwko Gwinei Bissau. Pierwszego gola w kadrze zdobył 13 listopada 2019 w starciu eliminacji do Pucharu Narodów Afryki przeciwko Angoli. Gambia wygrała w tym starciu 3-1.